# Crepis tenerrima
Crepis tenerrima là một loài thực vật có hoa trong họ Cúc. Loài này được R.E.Fr. mô tả khoa học đầu tiên năm 1926.